# 南屯文昌廟
24°08′17″N 120°38′19″E / 24.13803°N 120.63862°E

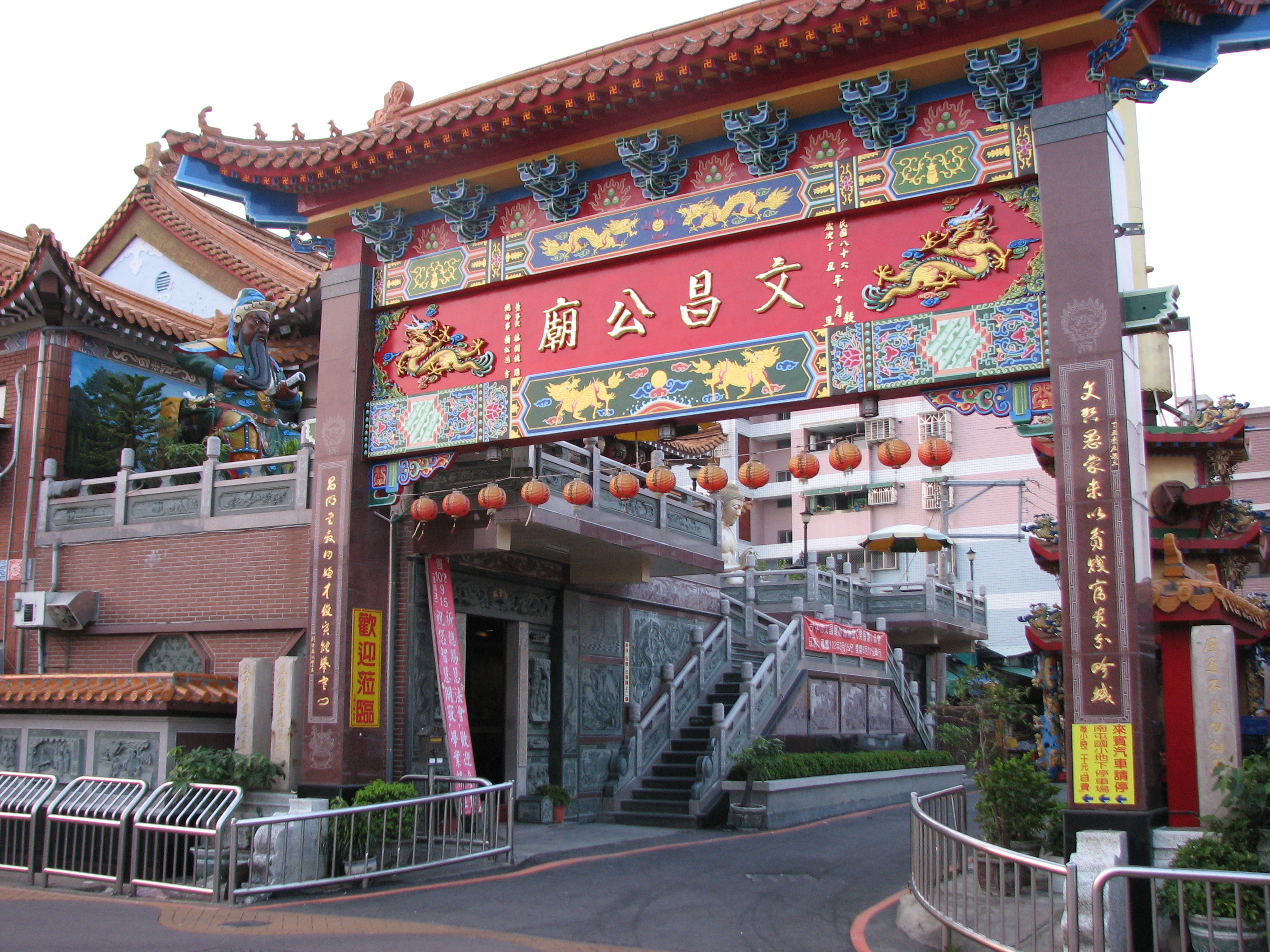
南屯文昌廟

南屯文昌公廟，又稱南屯文昌廟，為台灣台中市南屯區的文昌廟，位於南屯萬和宮旁，主祀文昌帝君。

## 簡史

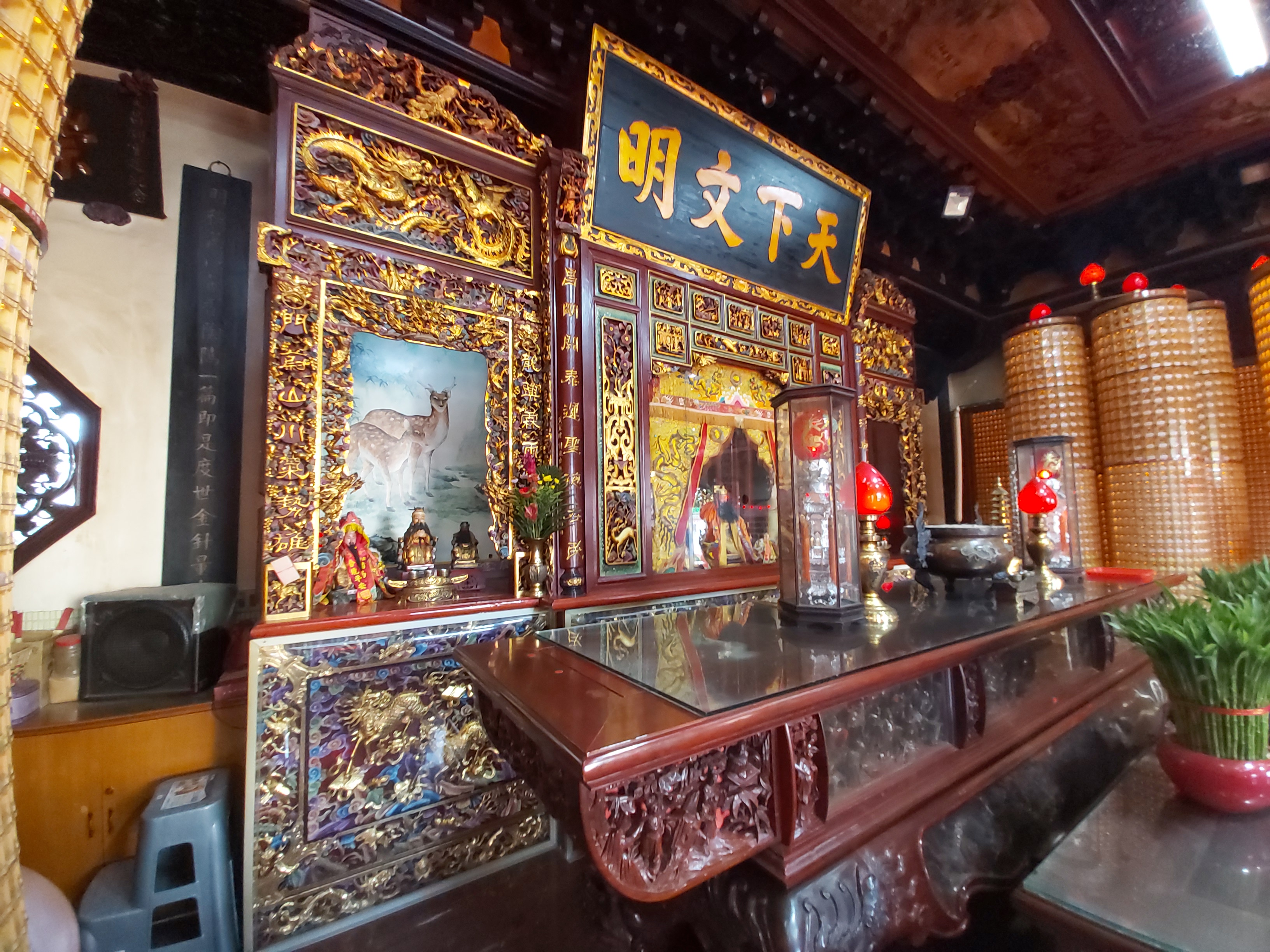
文昌公廟神龕

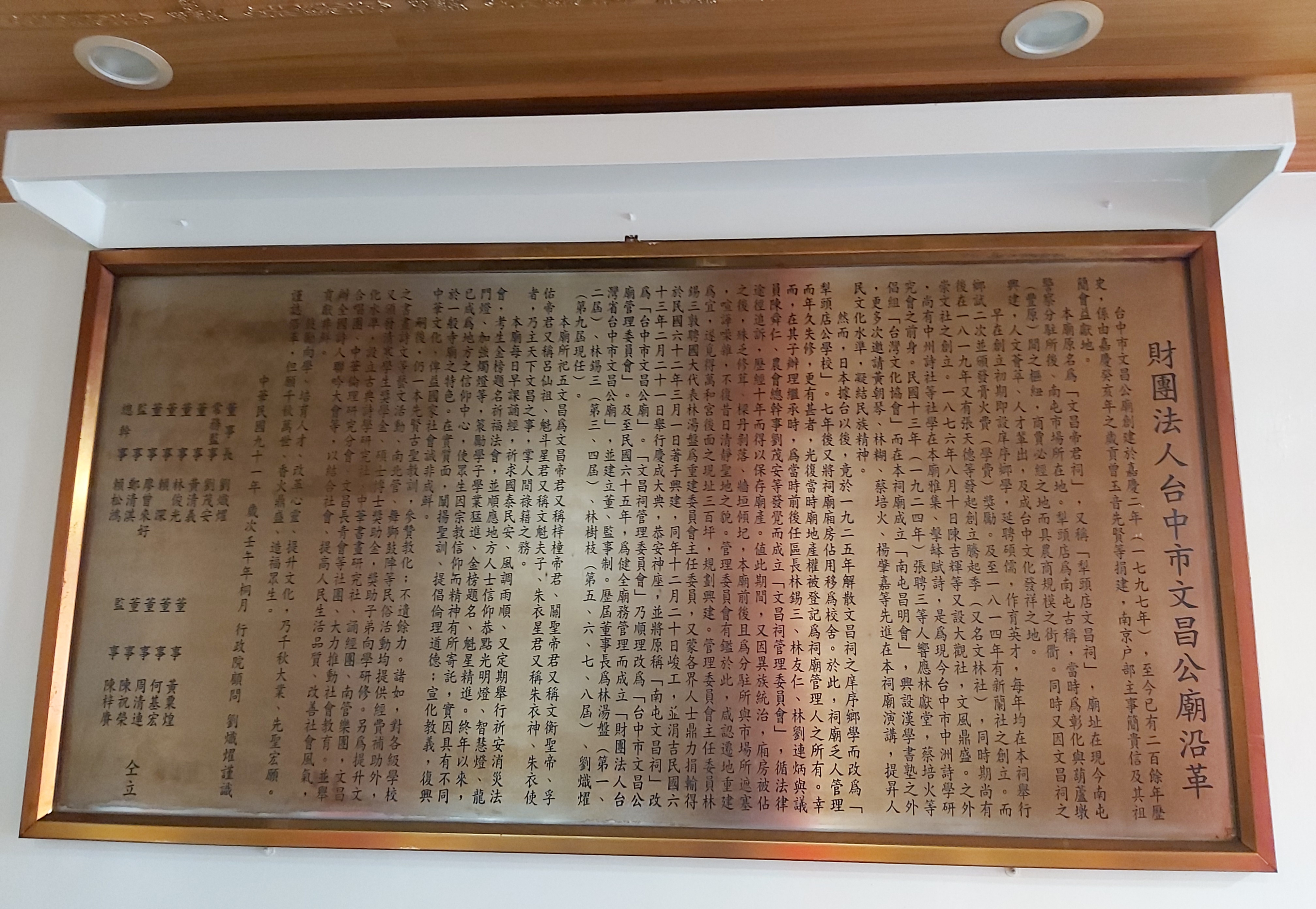
財團法人台中市文昌公廟沿革

- 1797年（嘉慶二年），由歲貢曾玉音發起倡建文昌祠，簡姓族人以其洪源一世祖簡會益與先祖南京主事簡貴信之名義捐獻基地，並由歲貢曾玉音集資，擇址於今南屯市場處建廟，命名為「犁頭店文昌祠」，此為本廟創建之名，與西螺街外之文昌祠同為彰化縣內最早建立之文昌帝君祠。
- 1898年（明治三十一年），借用本廟為「犁頭店公學校」校舍，1905年（明治三十八年）始遷至今南屯國小現址。[1]

## 主神與配祀
本廟主祀梓潼帝君、文衡帝君、孚佑帝君、魁斗星君與朱衣星君等五位文昌神，並配祀「至聖先師」孔子、佛祖釋迦牟尼、觀世音菩薩及「分靈北港朝天宮」天上聖母；另對本廟有功之曾玉音、簡會益、簡貴信與林錫三等四位先賢，以長生祿位供奉之。

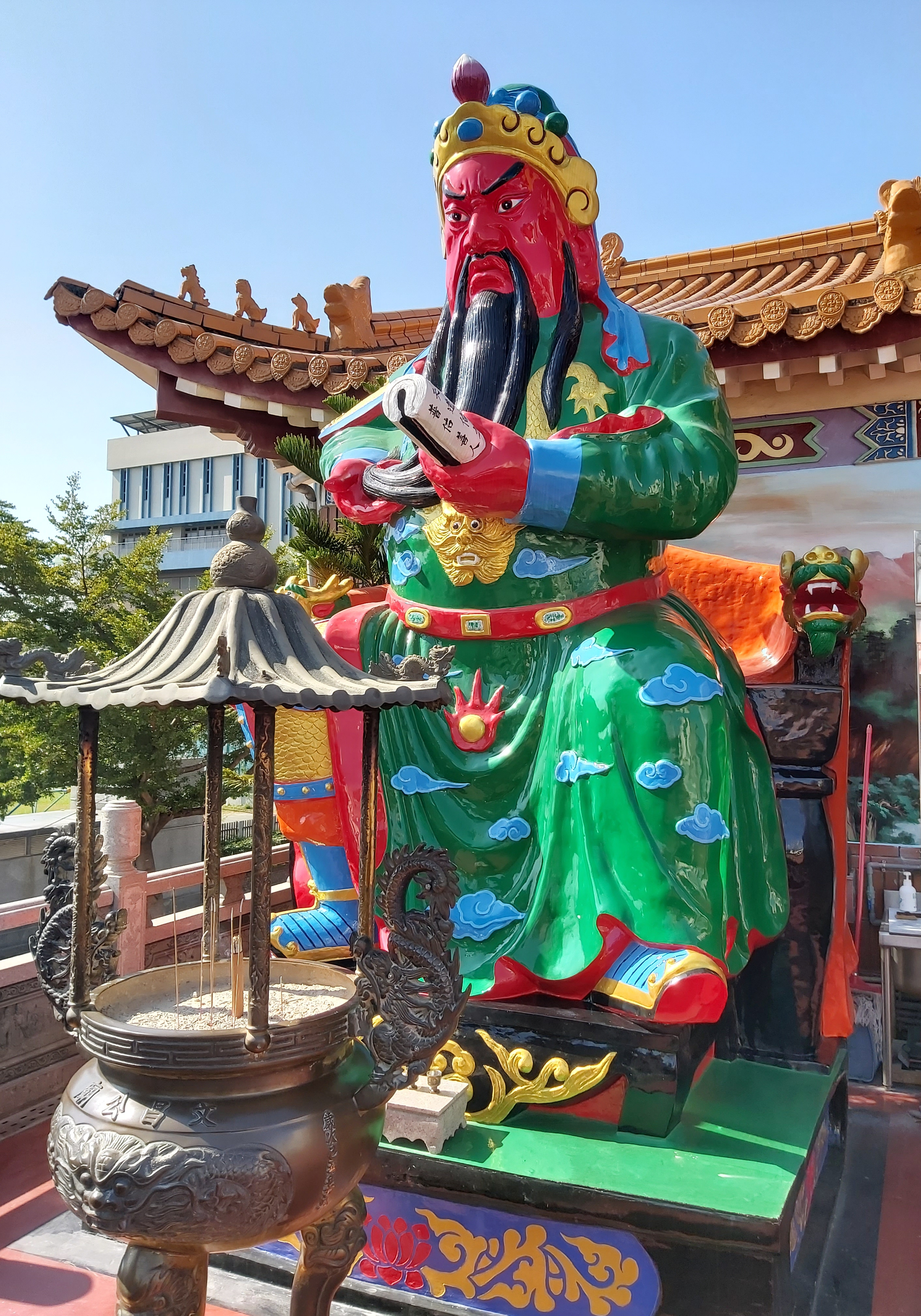
關聖帝君
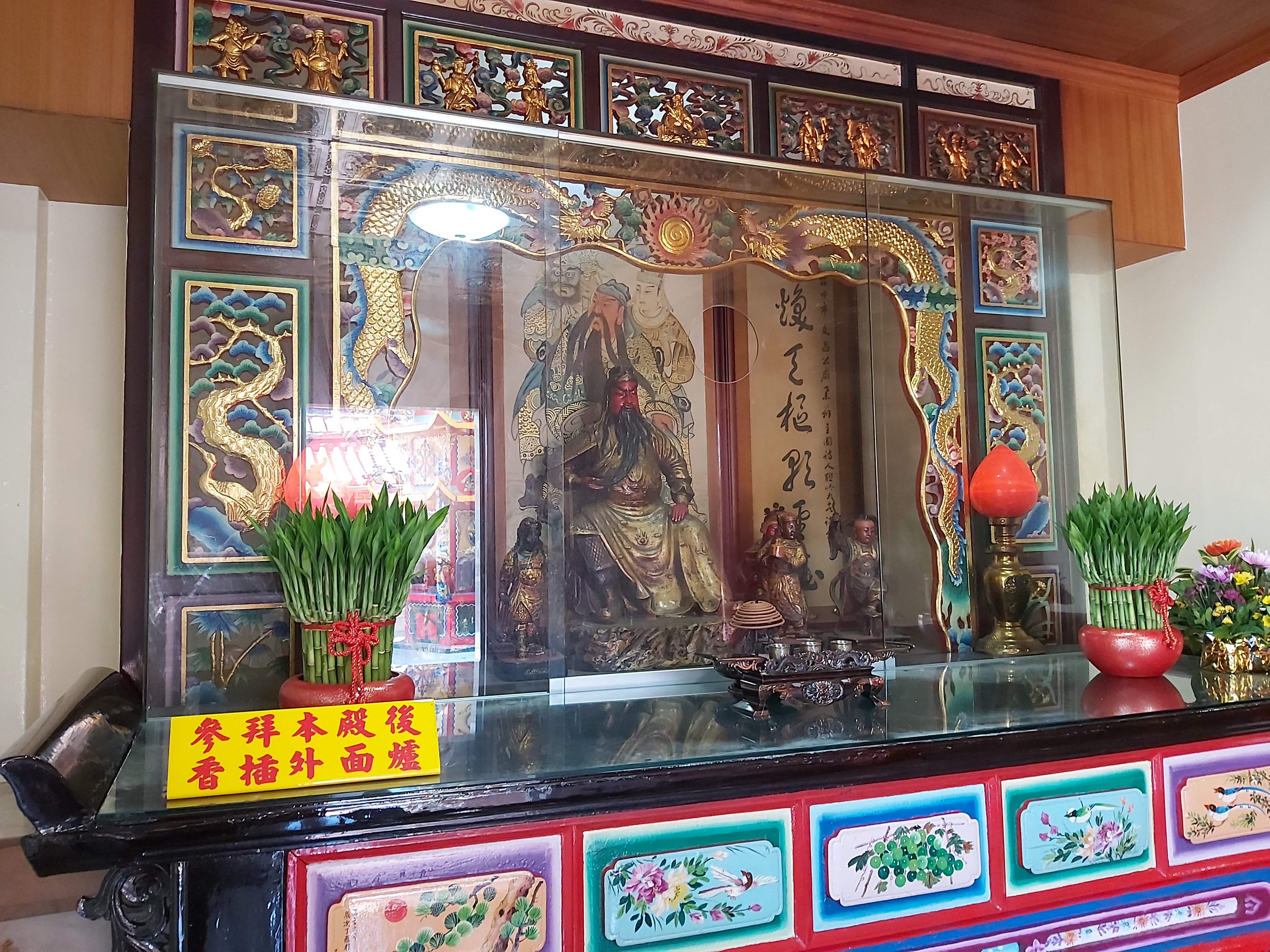
關帝殿
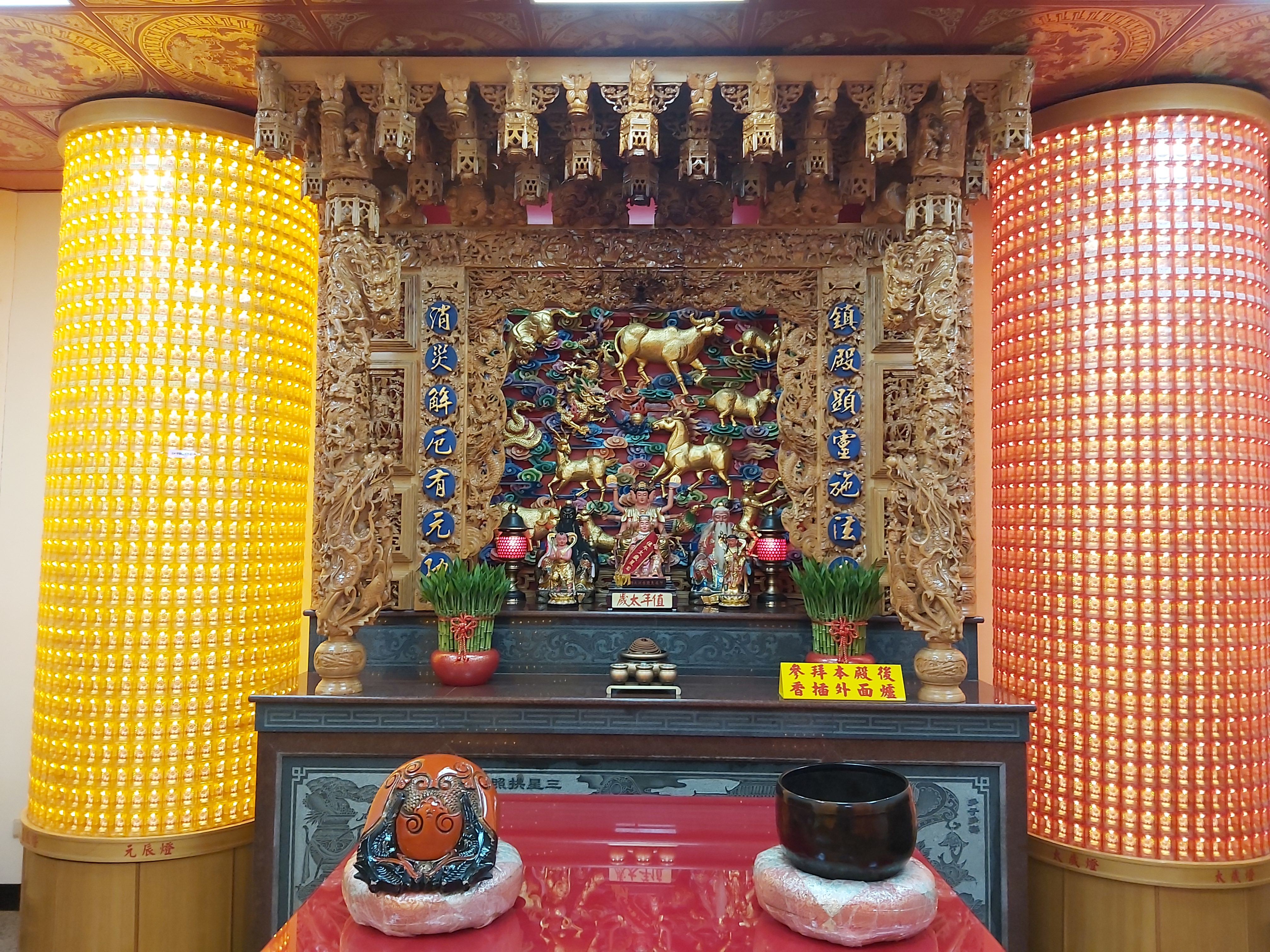
斗姥元君
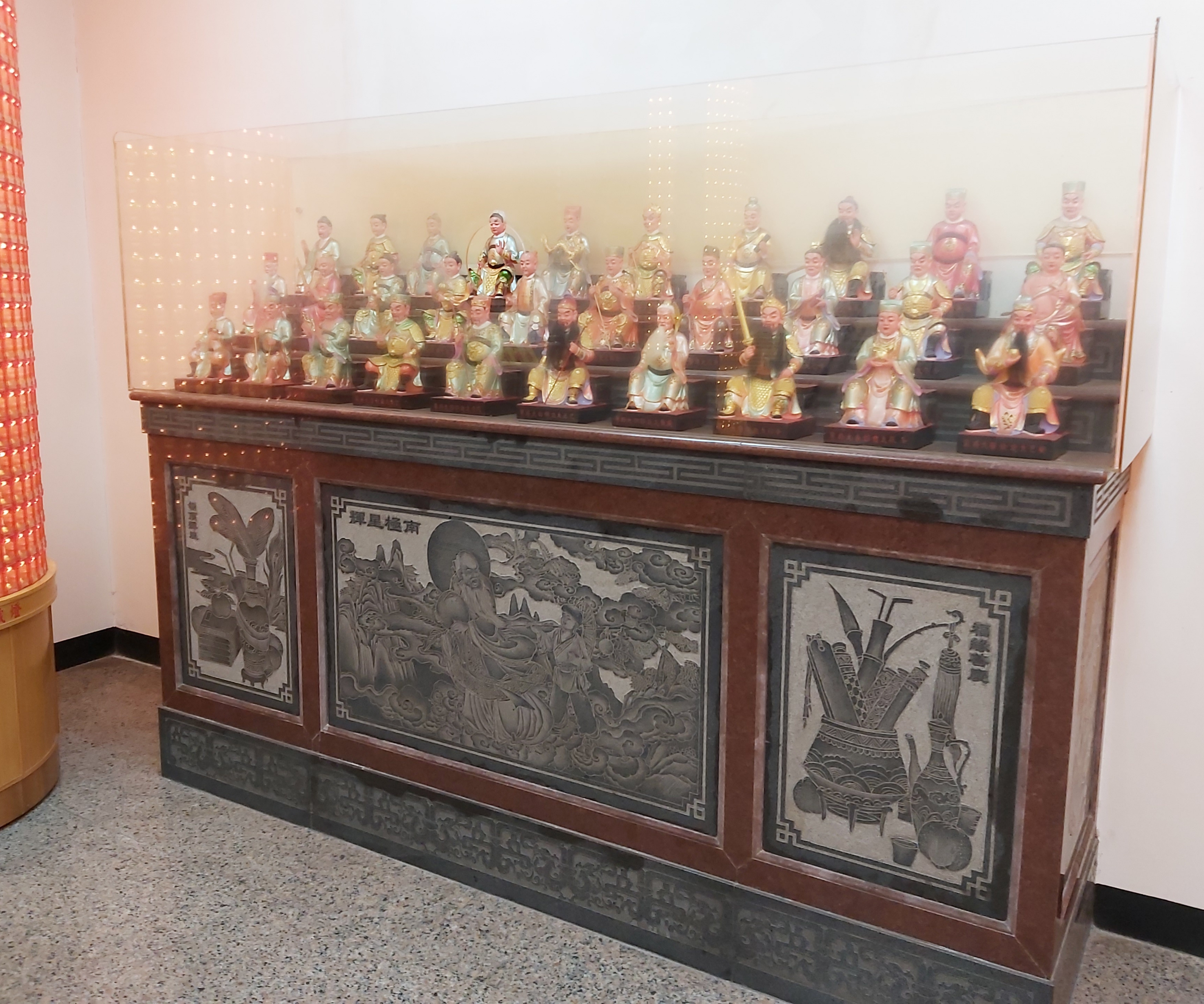
太歲
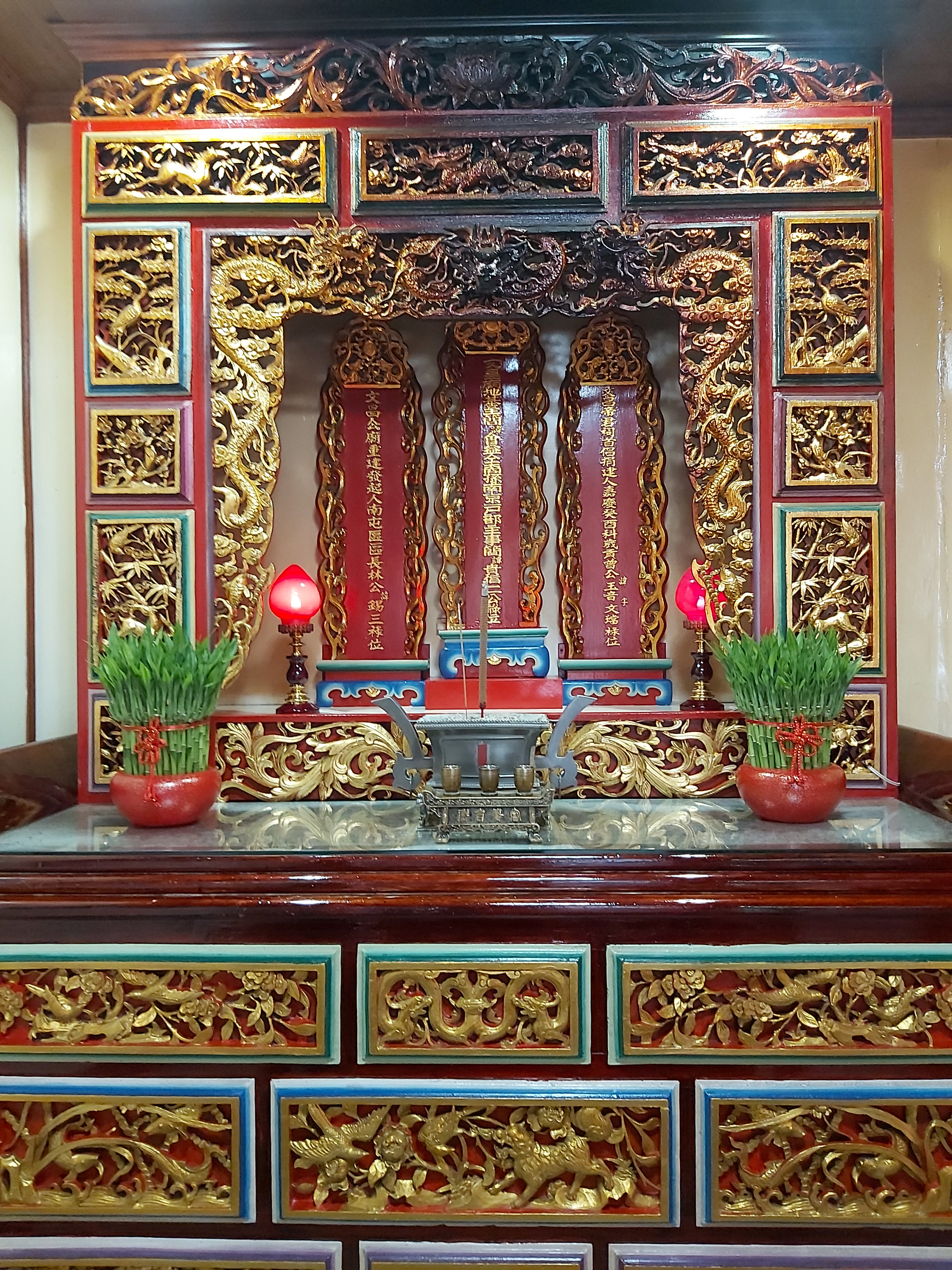
先賢祿位
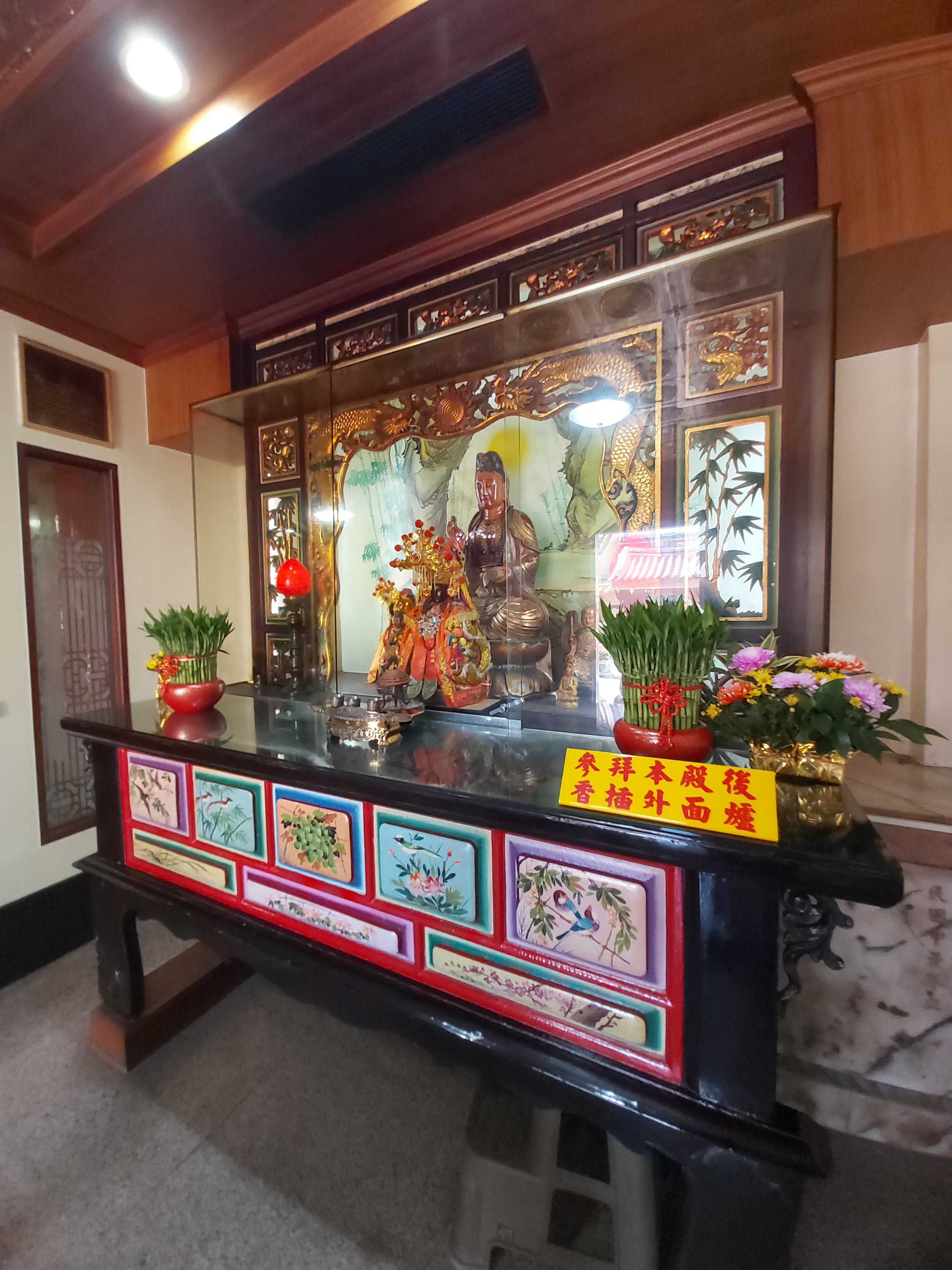
觀音殿
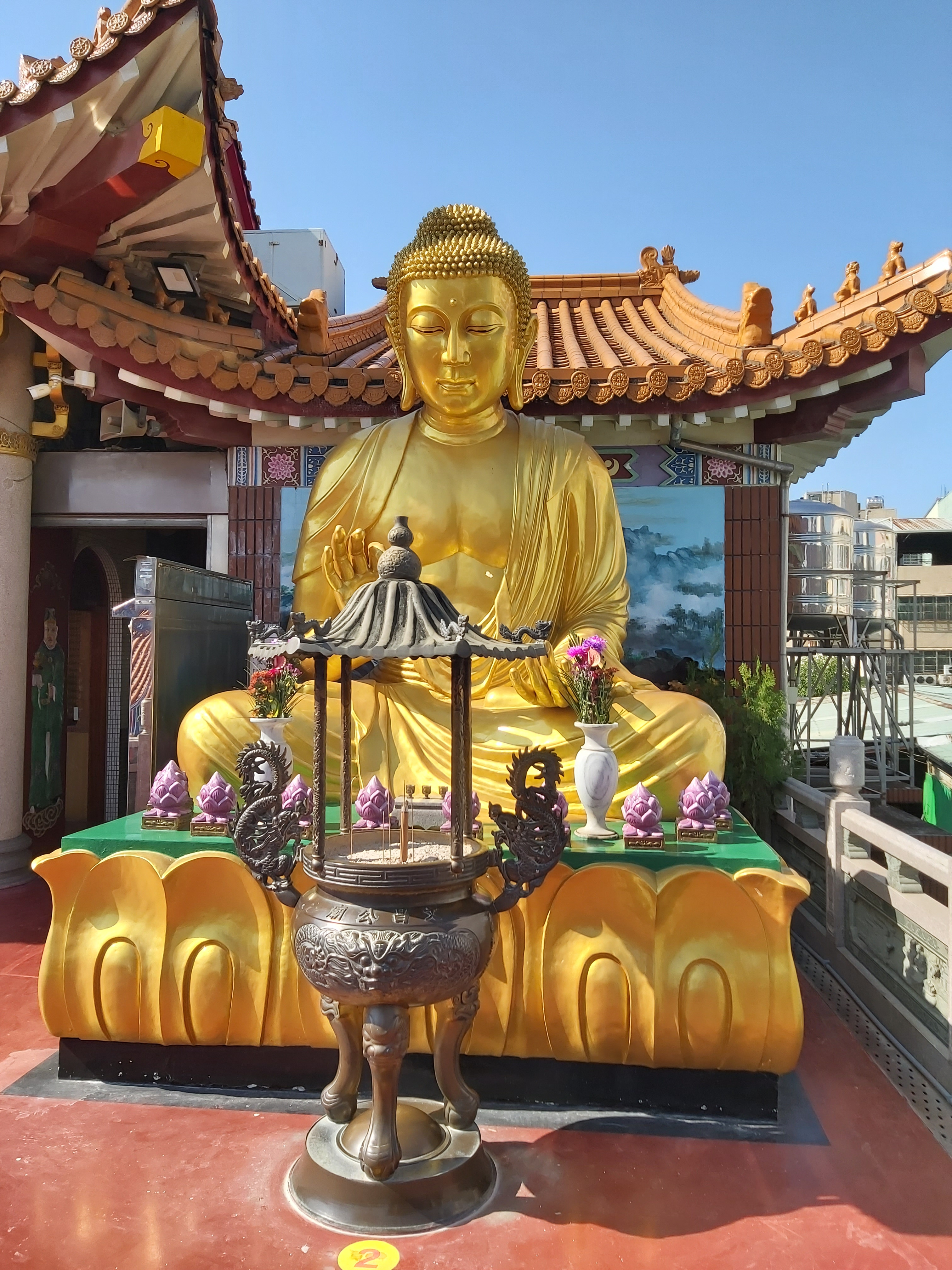
釋迦牟尼

## 交通
臺中市公車
「南屯市場」公車站牌
- 仁友客運：30
- 豐榮客運：40
- 台中客運：290

「南屯國小」公車站牌
- 台中客運：29、54、72

## 外部連結
- 南屯文昌公廟 （页面存档备份，存于）